# 1973 Colocolo
Az 1973 Colocolo (ideiglenes jelöléssel 1968 OA) a Naprendszer kisbolygóövében található aszteroida. Carlos Torres,  S. Cofré fedezte fel 1968. július 18-án.